# Воздушный флот УНР
Воздушный флот УНР — формирования военной авиации Украинской Народной Республики, в период с 1917 года по 1921 год, образованные из формирований Российского императорского военно-воздушного флота.

## История

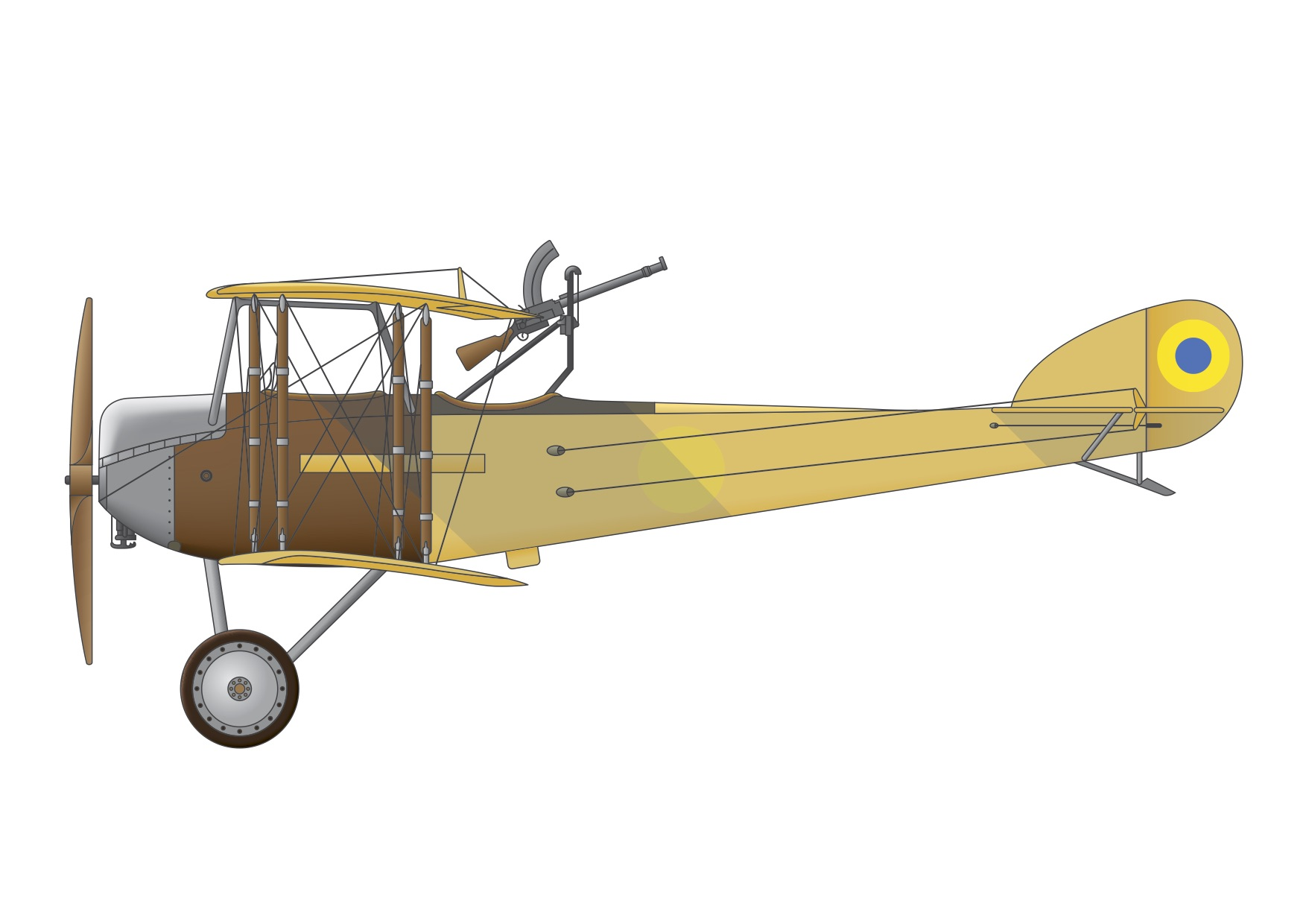
Анатра Анаде, Аэродром Пост-Волынский, Киев, март-апрель 1918 г.

В период революции в Российской империи, первым на территории современной Украины украинизировался 3-й авиационный парк — «киевский» (3-й авиапарк) РВФ. В ноябре 1917 года по приказу Военного секретаря был сформирован Штаб Авиации. Начальником штаба был назначен полковник Баранов В. Г., а начальником воздухоплавательных отделений — полковник Гинейко. В феврале 1918 года полковник Баранов В. Г. образовал первый украинский авиационный отряд (авиаотряд). Этот авиаотряд позже был придан Запорожской дивизии Армии УНР. В нём было 12 самолётов.

В марте 1918 года начальником авиации был назначен сотник Наконечный. Он начал заниматься регистрацией лётчиков, изъявлявших желание служить в армии УНР, поиском самолётов, авиационного имущества, бомб и так далее. Кроме того, им был организован Киевский авиаотряд из 12-ти самолётов. 
В марте 1918 года можно было каждый день видеть над Киевом украинские самолёты
Во время Украинской державы начальником авиации был назначен полковник Горшков, его заместителем — сотник Наконечный, начальником воздухоплавания — полковник Ванькович. Тогда же были сформированы три авиационные инспектората и два инспектората воздухоплавания. Начальниками инспекторатов стали: Киевской — сотник Мрочковский, Одесской — полковник Самойлович, Харьковской — полковник Вегинер. В это время на Украине были сформированы 16 авиаотрядов, хотя авиационного имущества, находившегося в авиапарках, хватило бы на формирование до 40 авиаотрядов. На службу в украинскую авиацию было принято свыше 200 офицеров-лётчиков бывшей Русской Императорской армии. Самолётов в хорошем техническом состоянии было более 500.
Когда же к власти пришла Директория, начальником Воздушного Флота был назначен бывший лётчик Русской императорской армии полковник Виктор Павленко. Его заместителем продолжил быть сотник Наконечный, а начальником воздухоплавания — подполковник Крицкий. Однако, из 16 авиаотрядов в украинской армии остались только 4; остальные — во главе с полковниками Горшковым, Вегинером и Гинейко перелетели к Деникину. В первой половине 1919 года эти 4 авиаотряда выполняли боевые вылеты: сбрасывали бомбы[уточнить] и осуществляли воздушную разведку. Постоянная нехватка горючего сильно ограничивала их боевые возможности.
B марте 1919 года всё авиационное имущество Армии УНР было сконцентрировано в Проскурове. Тогда же, для нужд Галицкой армии, были переданы около 60 самолётов и множество технического авиационного имущества. На основе этого имущества был сформирован Авиационный полк Галицкой Армии.

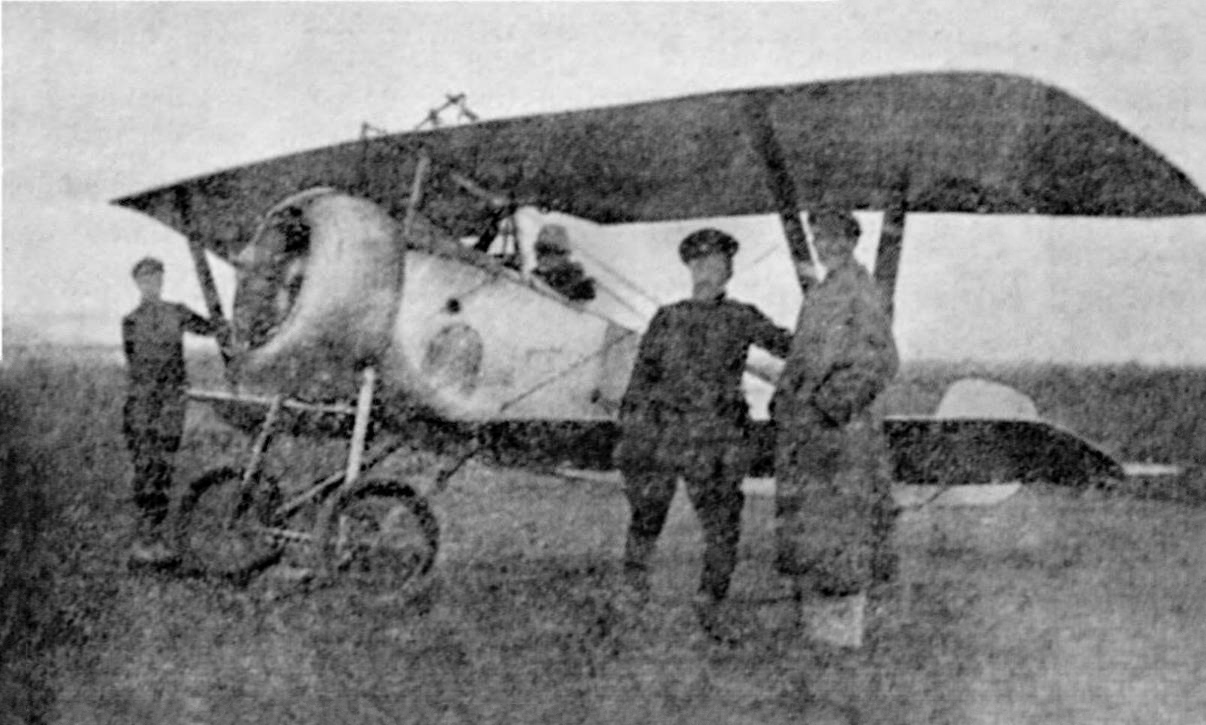
Самолёт Украинской Галицкой Армии

Последующие события и почти полное отсутствие бензина для самолётов ограничивали дальнейшие действия украинской авиации. Во время наступления на Киев действовал только один авиаотряд под командованием сотника Жаховского. Этот отряд располагался в Каменце Подольском. Он имел в своём составе выдающихся русских офицеров-лётчиков: сотников Берестовенко, Егорова, Алексеева, поручика Чистокатова и других. Во время наступления на Киев этот отряд вместе с галицкой авиационной сотней (располагалась в Шатаве около Каменца) оказывал армии большую поддержку, производя бомбометания, обстреливая противника из пулемётов и проводя воздушную разведку. Кроме того, этот авиаотряд поддерживал связь с зарубежьем.
В Каменце начальником авиации был назначен сотник Егоров. По его прошению украинское правительство отправило на Запад миссию для закупки самолётов. В Австро-Венгрии находилось много авиационного имущества, которое эти страны желали продать. Однако эта миссия ничего не достигла. Антанта наложила запрет на вывоз какого-либо военного имущества на Украину, а тем более авиационного имущества.
После поражения Армии УНР в войне за независимость, Штаб Воздушного Флота, вместе с авиационной эскадрой, переместился в Ченстохову, где его начальником был назначен полковник Мурашко, а начальником авиации — сотник Жаховский. Полковник В. Павленко задумал в 1920 году создать кадры авиашколы, которую действительно открыли в Быдгощи. 30 украинских лётчиков и механиков были направлены в эту школу, которой руководили французы и поляки.
В декабре 1918 года в состав Украинской Галицкой Армии, которая была вооружённым формированием Западно-Украинской народной республики, вошла первая «лётная сотня», а потом был создан и «лётный полк», который насчитывал 40 самолётов разных типов.
Голубой цвет был цветом рода войск надднепрянской авиации. В галицкой авиации он был белым.

## Техника и вооружение

### Истребители
- Morane-Saulnier N — 3 самолёта
- РБВЗ-С-16
- Nieuport 17
- Nieuport 21
- Nieuport 23
- Nieuport 27
- SPAD S.VII
- Sopwith Camel
- Vickers FB.19
- Fokker (предположительно Fokker D.VII)[5]

### Разведывательные самолёты
- Анатра-Д
- Lloyd C.V

### Бомбардировщики
- Voisin III
- Zeppelin-Staaken R.XIV